# アントニオ・マリア・デ・ブカレリ

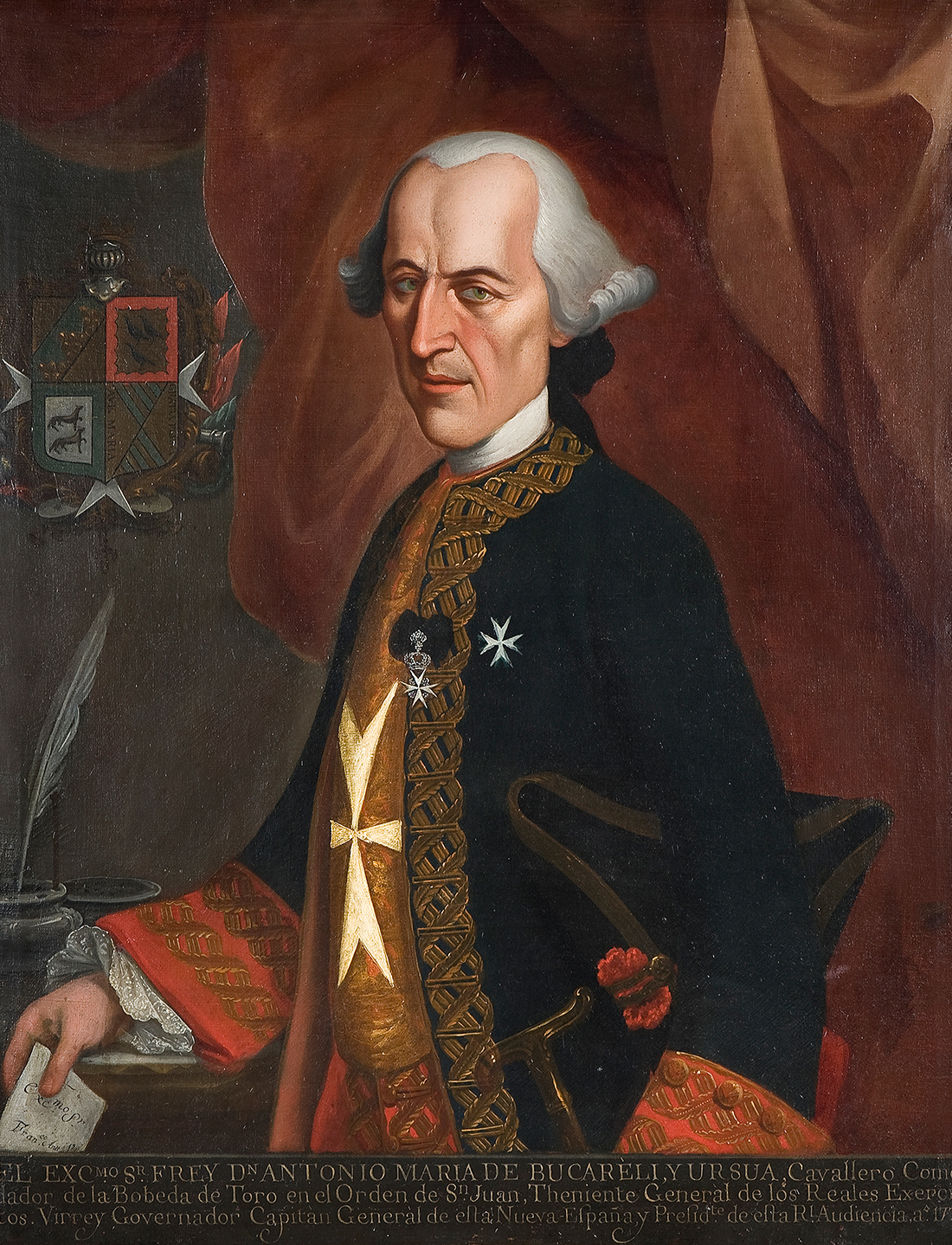
アントニオ・マリア・デ・ブカレリ

アントニオ・マリア・デ・ブカレリ・イ・ウルスア（Antonio María de Bucareli y Ursúa、1717年1月24日 - 1779年4月9日）はスペインの軍人で、第46代ヌエバ・エスパーニャ副王（1771-1779年）をつとめた。
アラスカにあるブカレリ湾 (Bucareli Bay) の名は彼にもとづく。

## 生涯
ブカレリはセビリアで生まれた。ブカレリ家は14世紀フィレンツェにさかのぼる貴族の家柄で、16世紀からセビリアに住んでいた。ブカレリは早くから軍人として働き、ポーランド継承戦争やオーストリア継承戦争のイタリア戦役に参加し、またグラナダ沿岸の要塞化を行った。
1765年にキューバ総督に任命され、翌年3月にハバナに到着した。ハバナは七年戦争中の1762年にイギリスに占領されたことがあり、ブカレリはハバナの防衛や軍事力を強化した。1769年にはアレハンドロ・オレイリーを新たにスペイン領となったルイジアナの総監に任命し、スペイン統治に対する反乱が起きていたニューオーリンズに遠征を行わせた。
1771年にカルロス・フランシスコ・デ・クロワの後任としてヌエバ・エスパーニャ副王に任命された。
当時アメリカ大陸のスペイン植民地は他のさまざまなヨーロッパ諸国に脅かされていた。特にイギリスとの関係が緊張していたが、ブカレリの任期中には戦争に発展することはなかった。スペインはロシア帝国によるアラスカの植民地化にも警戒していた。さらに1776年にはコロニア・デル・サクラメントをポルトガルが攻撃する事件が起きた。
ブカレリはベラクルスやアカプルコの港の守りを固めた。
北方では今のコアウイラ州およびソノラ州に住むアパッチ、フリメス、ピマ、セリなどの人々に対抗するために要塞を強化し、反乱を起こした首長たちをキューバに強制移住させた。
1776年の勅令によって、北方の人口過疎地域には内陸諸地方総司令官府 (es:Comandancia General de las Provincias Internas) が置かれた。これによって北方は副王の権威から離れて総司令官のテオドロ・デ・クロワによって統治されることになった。ブカレリは総司令官とはうまくいかず、またブルボン改革の新たな機関であるインテンデンシアについてはブカレリの反対のために在職中は置かれることがなかった。
前副王の時代にはじまったアルタ・カリフォルニア探検はブカレリの時代にも継続された。ブカレリはフアン・バウティスタ・デ・アンサによる今のアリゾナ州のトゥバクからモントレーまでの陸路探検を支援した。また彼の時代にサンフランシスコの港が建設された。さらに北の太平洋岸北西部にはフアン・ペレス (Juan José Pérez Hernández) やブルーノ・デ・エセタ (Bruno de Heceta) の探検隊を送った。
1774年にはヌエバ・エスパーニャ、ペルー、ヌエバ・グラナダの間で自由貿易が認められた。
1775年には国営質店 (Nacional Monte de Piedad) が設立された。メキシコシティにパセオ・ヌエボという並木道を建設し、現在は副王の名にちなんでブカレリ通り (Avenida Bucareli) と呼ばれている。
胸膜炎のため1779年にメキシコシティで没した。